# 蒂諾加斯塔縣

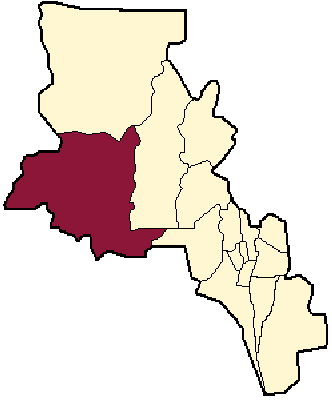

28°4′S 67°34′W / 28.067°S 67.567°W
蒂諾加斯塔縣（西班牙語：Departamento Tinogasta），是阿根廷的縣份，位於該國西北部卡塔馬卡省，首府設於蒂諾加斯塔，面積23,852平方公里，2010年人口22,360，人口密度每平方公里0.94人。